# Lago di Niguarda
Il lago di Niguarda (Lagh de Ninguarda in milanese) è un lago artificiale costruito nel 2015 nel quartiere di Niguarda (situato a nord di Milano, al confine con il comune di Bresso).
Si trova nel Parco Nord, precisamente nel Bosco di Bruzzano. Ha una superficie di circa 0,03 km², avendo indicativamente 500 metri di lunghezza e 60 di larghezza. La profondità (uniforme lungo tutto il lago) è di 4 metri.
Il lago riceve l'acqua del canale Villoresi (150 l/s.) attraverso il Parco GruBrìa. 
Il 14 aprile 2018 è stato aperto un chiosco bar chiamato Sun Strac davanti al lago.